# Phu Pha Man (huyện)
Phu Pha Man (tiếng Thái: ภูผาม่าน) là huyện cực tây bắc (amphoe) của tỉnh Khon Kaen, đông bắc Thái Lan.

## Lịch sử
Huyện được thành lập làm một tiểu huyện (king amphoe) on 15 tháng 7 năm 1981 với hai tambon Non Don and Na Fai được tách ra từ huyện Chum Phae. Cơ quan hành chính đã bắt đầu hoạt động ngày 1 tháng 9 năm 1981, ngày 1 tháng 10 năm 1981, trụ sở huyện đã được khai trương. Ngày 4 tháng 7 năm 1994, tiểu huyện đã được nâng thành huyện.

## Địa lý
Các huyện giáp ranh (từ phía bắc theo chiều kim đồng hồ) Phu Kradueng của Loei Province, Chum Phae của tỉnh Khon Kaen, Khon San của tỉnh Chaiyaphum và Nam Nao của tỉnh Phetchabun.

## Hành chính
Huyện này được chia ra thành 5 phó huyện (tambon), các đơn vị này lại được chia thành 41 làng (muban). Phu Pha Man là một thị trấn (thesaban tambon) nằm trên một phần của tambon Phu Pha Man và Non Dong. Có 5 Tổ chức hành chính tambon.
| STT. | Tên         | Tên Thái | Số làng | Dân số |  |
| ---- | ----------- | -------- | ------- | ------ |  |
| 1.   | Non Don     | โนนคอม   | 8       | 4.111  |  |
| 2.   | Na Fai      | นาฝาย    | 6       | 2.591  |  |
| 3.   | Phu Pha Man | ภูผาม่าน   | 9       | 4.767  |  |
| 4.   | Wang Suap   | วังสวาบ   | 10      | 3.900  |  |
| 5.   | Huai Muang  | ห้วยม่วง   | 8       | 6.860  |  |